# 西吉斯蒙德圆柱
52°14′50.31″N 21°00′48.3″E / 52.2473083°N 21.013417°E
西吉斯蒙德圆柱（波蘭語：Kolumna Zygmunta）是华沙最著名的地标之一，纪念齐格蒙特三世，他在1596年将波兰-立陶宛首都从克拉科夫迁往华沙。
西吉斯蒙德圆柱兴建于1643年到1644年，由齐格蒙特三世的儿子瓦迪斯瓦夫四世下令建造。设计者是意大利出生的建筑师Constantino Tencalla和雕塑家Clemente Molli。西吉斯蒙德圆柱模仿了罗马圣母大殿前的意大利圆柱（1614年，卡罗马德尔诺设计），以及罗马的佛卡斯圆柱（瓦迪斯瓦夫四世1625年访问罗马）。

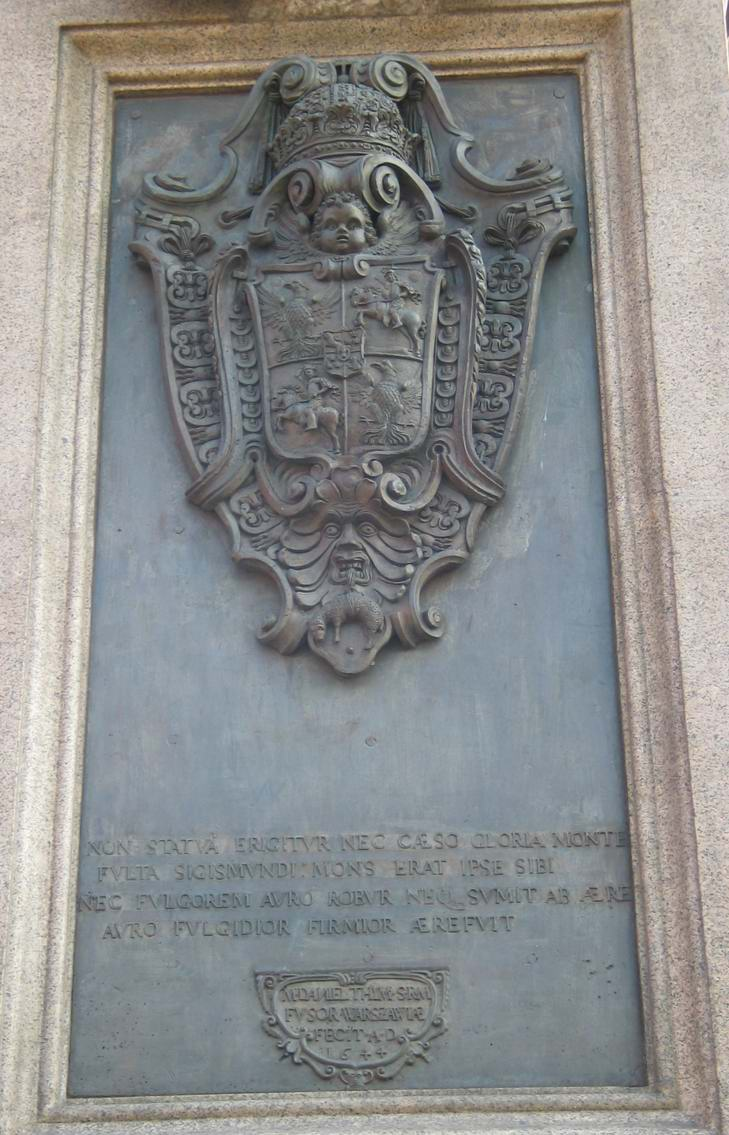
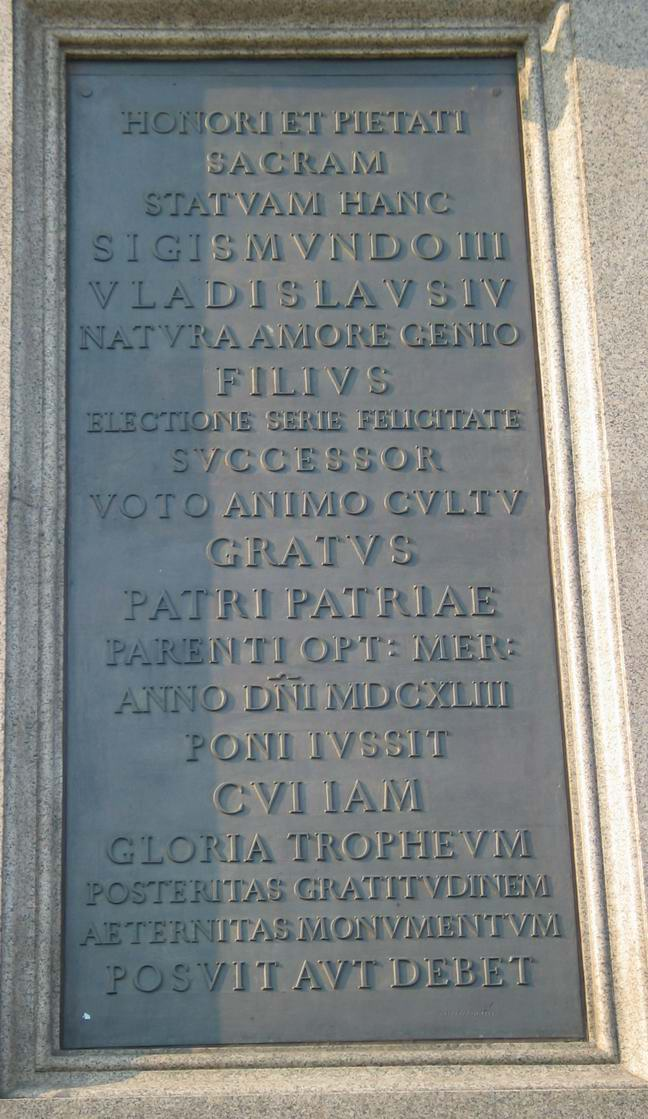
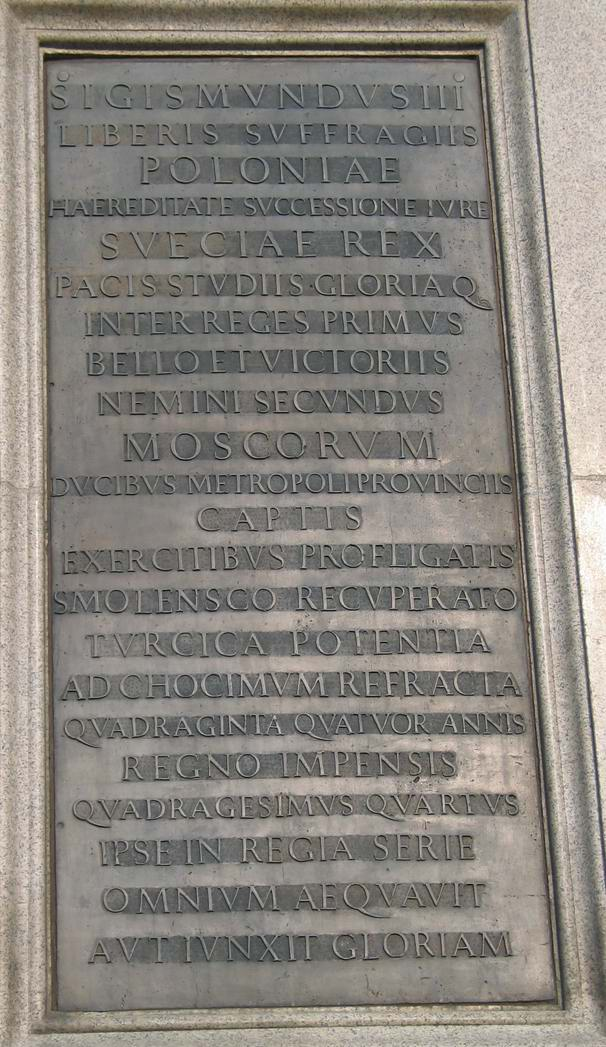
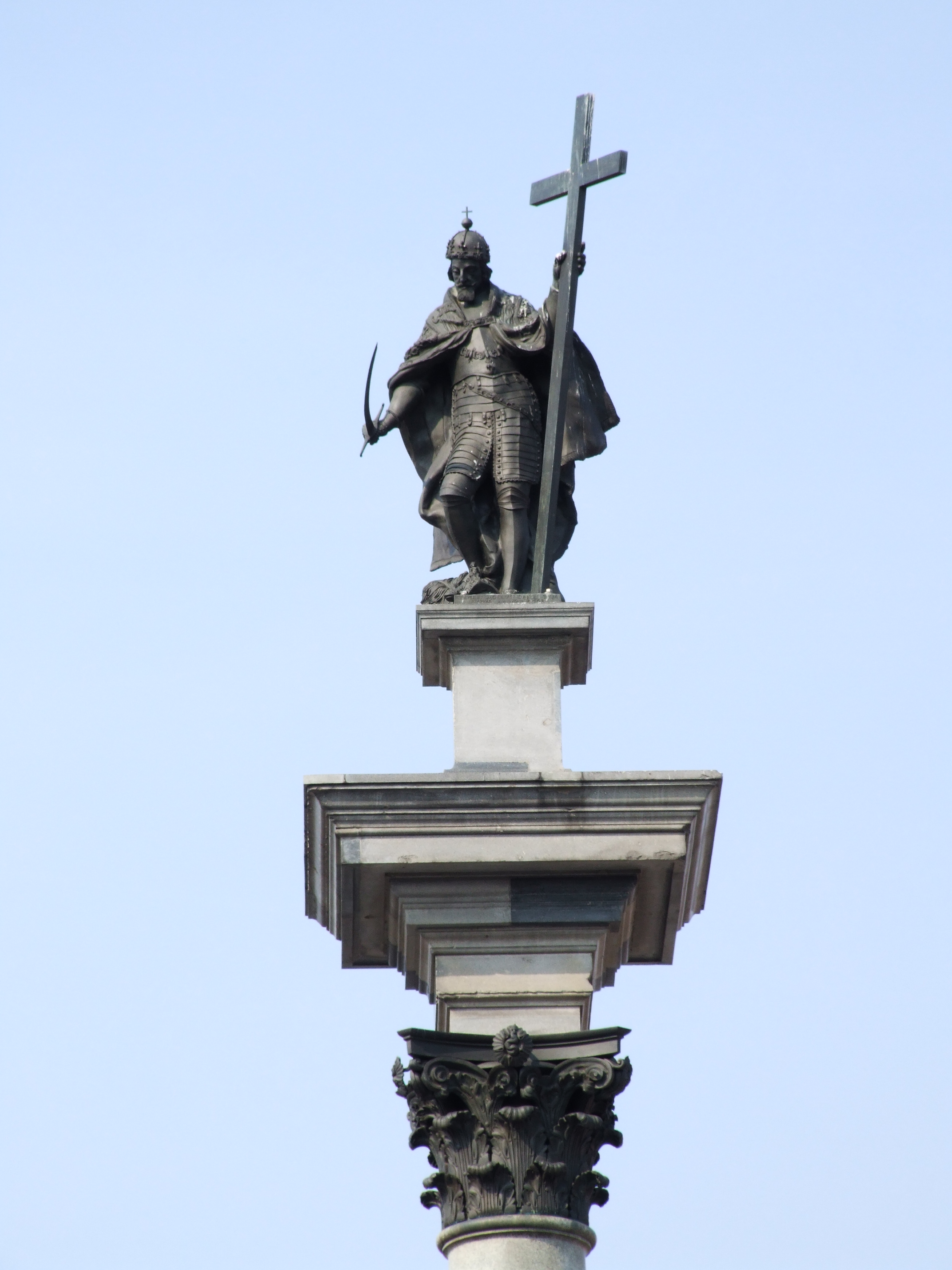